# Mühlenbach (Ahr)
Der Mühlenbach ist ein etwa 7,1 km langer, nördlicher und orographisch linker Nebenfluss der Ahr im nordrhein-westfälischen Kreis Euskirchen. Er ist ein grobmaterialreicher, karbonatischer Mittelgebirgsbach in der Eifel.

## Geographie

### Verlauf
Der Mühlenbach entspringt im Ahrgebirge als Weilerbach. Seine Quelle liegt am Südwesthang des Sommerbergs (ca. 527 m ü. NHN) im Naturschutzgebiet Obere Ahr mit Mühlheimer Bach, Reetzer Bach und Mühlenbachsystem im Gebiet der Gemeinde Blankenheim auf etwa 490 m Höhe.
Von hier aus fließt der Bach in südlicher Richtung durch das Naturschutzgebiet, bis er in der Stauanlage Weilerbach (Freilinger See) aufgestaut wird. Ab der Mündung des Dörferbachs (km 2,8) bei der Freilinger Mühle heißt er Mühlenbach. Als solcher passiert er eine Kläranlage und unterquert dann die Landesstraße 115 unterhalb des Mühlenbergs (425,1 m). Anschließend fließt er südlich entlang der L 115 und mündet bei Ahrhütte auf etwa 348 m Höhe in den dort von Nordwesten kommenden Rhein-Nebenfluss Ahr.

### Einzugsgebiet und Zuflüsse
Das 16,172 km² große Einzugsgebiet wird über Ahr und Rhein zur Nordsee entwässert.
| Name       | GKZ     | Lage   | Länge in km | EZG in km² | Mündung               |
| ---------- | ------- | ------ | ----------- | ---------- | --------------------- |
| N. N.      | 2718182 | links0 | 000,4130    | 0001,0410  | Feriendorf Freilingen |
| Dörferbach | 2718184 | links0 | 003,8370    | 0004,1760  | Freilinger Mühle      |
| Rohsbach   | 2718186 | links0 | 002,5270    | 0002,7410  |                       |
| Otersiefen | 2718188 | links0 | 001,1930    | 0000,9570  |                       |